# Carl Josef Bayer
Carl Josef Bayer (* 4. März 1847 in Bielitz, Österreichisch-Schlesien; † 22. Oktober 1904 in Rietzdorf, heute Rečica ob Paki, Gemeinde Šmartno ob Paki, Untersteiermark) war ein österreichischer Chemiker. Seine bekannteste Entwicklung ist das nach ihm benannte Bayer-Verfahren zur Herstellung von Aluminiumoxid.

## Leben
1847 in Bielitz geboren, war er zunächst im väterlichen Baumeisterbetrieb tätig und studierte vier Semester Architektur. Seinem größten Wunsch entsprechend, wechselte er 1864 zu den Naturwissenschaften und studierte vier Semester beim berühmten analytischen Chemiker Remigius Fresenius in Wiesbaden, um anschließend als Chemiker im Eisenwerk der Brüder Dorlodot in Acoz, heute Gemeinde Gerpinnes, in Belgien tätig zu sein.
Am 7. Dezember 1869 immatrikulierte er sich 22-jährig an der Universität Heidelberg im Fach Chemie, wo er schon nach zwei Semestern von Professor Robert Wilhelm Bunsen das Amt eines Assistenten übertragen bekam.
Am 18. Juli 1871 richtete er das Ansuchen um Zulassung zur Doktorprüfung an die Hochlöbliche Philosophische Facultät der Universität in Heidelberg. Die Doktorprüfung legte er am 31. Juli 1871 im Beisein von 17 Professoren und 9 prüfenden Professoren ab. Unter den Prüfenden waren berühmte Namen wie Bunsen, Gustav Robert Kirchhoff, Blum, Hermann Kopp, Neubauer, Braun, Hermann von Helmholtz und Hermann Köchly zu finden. Am 1. August 1871 wurde ihm die Promotionsurkunde mit der Note insigni cum laude überreicht.
1887 und 1892 erteilte das Kaiserliche Patentamt in Wien zwei Patente für das nach ihm benannte Verfahren.
Bayer heiratete am 21. September 1892 Alma von Witte, eine Nichte des russischen Ministerpräsidenten Sergej Witte, in der St. Katharinen-Kirche von St. Petersburg. In den Jahren 1893 bis 1901 kamen sechs Kinder auf die Welt. Der erste Sohn Erich wurde in Elabuga geboren, der zweite Sohn Walter in Washington D. C., USA, der dritte Sohn Guido in Cilli, Untersteiermark, heute Slowenien, der vierte, Herbert, der fünfte, Fritz, und das sechste Kind Elsa kamen in Rietzdorf an der Pack (heute Rečica ob Paki bei Celje) zur Welt, wo Bayer im Jahr 1896 Grundstücke erwarb, um eine Fabrik, ein Labor und eine Villa für die achtköpfige Familie zu erbauen. Berühmte Wissenschaftler aus aller Welt besuchten Bayer in Rietzdorf, so auch Paul Héroult aus Frankreich und Charles Martin Hall aus den USA (Hall-Héroult-Verfahren zur Gewinnung von Aluminium durch Elektrolyse). Die Bayer-Villa ist noch heute zu besichtigen.
Bayer sprach sieben Sprachen: Deutsch, Französisch, Englisch, Russisch, Italienisch, Slowakisch und Polnisch. Als musischer Mensch liebte er Musik und die Künste. 
Es war sein größter Wunsch, in seiner Heimat eine Tonerde- und dann eine Aluminiumfabrik zu errichten, um die in der Steiermark, in Krain und Dalmatien vorkommenden Bauxite zu verwerten. Er glaubte an den Siegeszug des Aluminiums auf der ganzen Welt. Lizenzvereinbarungen, verbunden mit Tantiemenzahlungen, wurden weltweit abgeschlossen.
Am 22. Oktober 1904 starb Carl Bayer 57-jährig und hinterließ seine Gattin mit sechs unversorgten Kindern. Die Witwe Alma, eine außergewöhnliche und starke Frau ermöglichte allen Kindern eine gymnasiale Bildung, größtenteils in Graz, und allen Söhnen ein Hochschulstudium. Zwei Söhne traten in die Fußstapfen des Vaters und wurden Chemiker.
Die Tantiemenzahlungen trafen nach seinem Tode zunehmend schleppend ein und wurden zum Teil ganz eingestellt. Teure internationale Prozesse konnte sich die Witwe Alma Bayer nicht leisten. Viele Verträge wurden, abgesehen von einer Anzahlung, nie vollständig ausbezahlt.

### Bayer-Verfahren
Nicht allgemein bekannt ist, dass das Wort Bauxit von der südfranzösischen Ortschaft Les Baux-de-Provence stammt, wo Dr. Bayer bei Gardanne auch eine Fabrik erbaute, die das bei Les Baux gewonnene Bauxit verarbeitete.
Sein erstes Patent reichte er am 17. Juli 1887 aus Tentelewa bei Sankt Petersburg/Russland am Kaiserlichen Patentamt ein. Es wurde unter der Nummer 43977 am 3. August 1888 veröffentlicht.
Sein zweites Patent reichte er am 31. Januar 1892 aus Jelabuga (Russland) ein. Es wurde am 3. November 1892 veröffentlicht. 
Gleichzeitig reichte er seine Patente in mehreren Staaten wie Frankreich, USA, England ein und baute in England, USA, Belgien, Irland, Italien, Deutschland Fabriken nach seinem Verfahren, dem Bayer-Verfahren, so auch in Tentelewa und Elabuga in Russland. Weltweit war er gefragt und tätig. Dr. Carl Josef Bayer arbeitete wissenschaftlich an vielen Projekten, wie z. B. über Die Anwendung von Salicylsäure und deren Wirkung, über den Beitrag zur Chemie von Indium, das Verfahren zur Herstellung von künstlichem Kryolith und andere mehr.

## Ehrungen
Er erhielt die Goldmedaille der Académie Parisienne für seine wissenschaftlichen und technischen Leistungen. 
1956 stiftete die österreichische Bundeskammer der gewerblichen Wirtschaft die Bayer-Medaille, die für besondere wissenschaftliche oder technische Leistungen auf dem Gebiet der Leichtmetalle, insbesondere des Aluminiums verliehen wurde.
1987 wurde anlässlich der achten Internationalen Leichtmetalltagung in Leoben/Wien eine Sonderpostmarke mit einer Auflage von über drei Millionen Stück herausgegeben.
1962 wurde in der Stadt Braunau am Inn eine Dr.-Bayer-Straße benannt, und zwar in einem Siedlungsgebiet, das hauptsächlich von Beschäftigten des Aluminiumwerkes Ranshofen bewohnt war.
Die Rhein-Wasserfälle wurden zu Ehren von Dr. Carl Josef Bayer einmal mit bengalischem Licht beleuchtet. 
Zahlreiche Zeitungen, wie die Österreichische Chemiker-Zeitung, die Wiener Zeitung und die Zeitung der Industriellen brachten Nachrufe und Ehrungen. Nachruf: „Leidensweg eines österreichischen Erfinders: Dr. Bayer hat den Marterweg des österr. Erfinders mit all seinen Leidensstationen und Hemmnissen, durch den Brotneid unwissender und böswilliger Konkurrenten, durch Unorientiertheit und Misstrauen der Behörden, durch eine schlecht beratete Bevölkerung und durch parteiisch und oberflächlich informierte Banken und Geldinstitute bis zur physischen Erschöpfung durchlebt“.